# États-Unis aux Jeux olympiques de 1896
L'équipe olympique des États-Unis, comptant quatorze athlètes, a remporté 11 médailles d'or, 7 en argent et 2 en bronze (20 au total) lors de ces premiers Jeux olympiques d'été de 1896 à Athènes, devenant la nation la plus titrée de la compétition.

## Médaillés américains

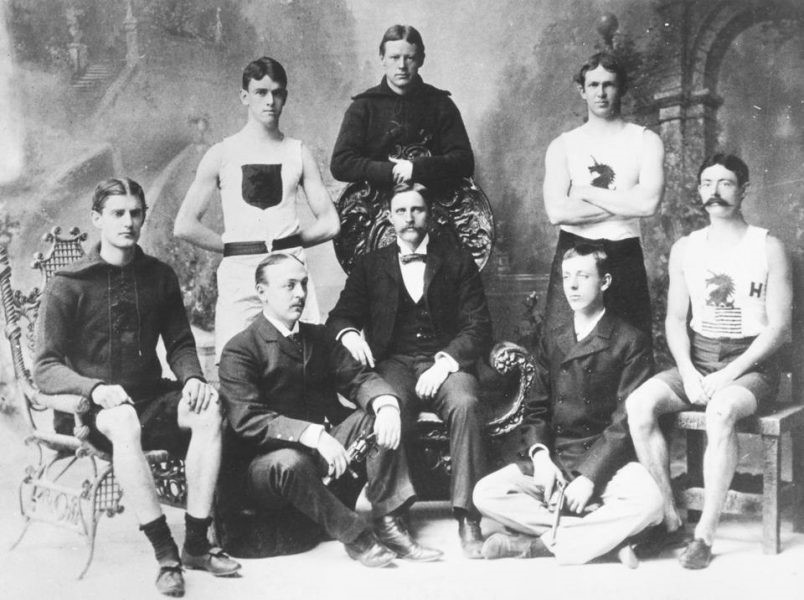
La délégation américaine aux Jeux de 1896. Debout : T.E. Burke, Thomas P. Curtis, Ellery H. Clark. Assis: W.W. Hoyt, Sumner Paine, Trainer John Graham, John B. Paine, Arthur Blake

### Médailles d'or
| Sport               | Discipline         | Sportifs       | Performance |
| Médailles d'or : 11 |                    |                |             |
| Athlétisme          | 100 m              | Thomas Burke   | 12 s 0      |
| Athlétisme          | 400 m              | Thomas Burke   | 54 s 2      |
| Athlétisme          | Saut en longueur   | Ellery Clark   | 6,35 m      |
| Athlétisme          | Saut en hauteur    | Ellery Clark   | 1,81 m      |
| Athlétisme          | Triple saut        | James Connolly | 13,71 m     |
| Athlétisme          | 110 m haies        | Thomas Curtis  | 17 s 6      |
| Athlétisme          | Lancer du poids    | Robert Garrett | 11,22 m     |
| Athlétisme          | Lancer du disque   | Robert Garrett | 29,15 m     |
| Athlétisme          | Saut à la perche   | William Hoyt   | 3,30 m      |
| Tir                 | Pistolet militaire | John Paine     |             |
| Tir                 | Pistolet libre     | Sumner Paine   |             |

### Médailles d'argent
| Sport                  | Discipline         | Sportifs                      | Performance  |
| Médailles d'argent : 7 |                    |                               |              |
| Athlétisme             | 1500 m             | Arthur Blake                  | 4 min 33 s 6 |
| Athlétisme             | 400 m              | Herbert Jamison               | 55 s 2       |
| Athlétisme             | Saut en hauteur    | James Connolly Robert Garrett | 1,65 m       |
| Athlétisme             | Saut en longueur   | Robert Garrett                | 6,00 m       |
| Athlétisme             | Saut à la perche   | Albert Tyler                  | 3,25 m       |
| Tir                    | Pistolet militaire | Sumner Paine                  |              |

### Médailles de bronze
| Sport                   | Discipline       | Sportifs       | Performance |
| Médailles de bronze : 2 |                  |                |             |
| Athlétisme              | 100 m            | Francis Lane   | 12 s 6      |
| Athlétisme              | Saut en longueur | James Connolly | 5,84 m      |